# Ecclesiae unitatem
Ecclesiae unitatem (lat. Jednota církve) je dokument vydaný motu proprio (z vlastního popudu) papežem Benediktem XVI., který byl podepsán 2. (den 21. výročí motu proprio Ecclesia Dei) a vydán 8. července 2009. Dokument provádí restrukturalizaci Papežské komise Ecclesia Dei, a týká se tedy vztahů s tradicionalistickými skupinami užívajícími misál Jana XXIII. (tridentská mše), zejména pak snahy o smíření s Kněžským bratrstvem sv. Pia X. (FSSPX). Rozhovory s FSSPX má od roku 1988, kdy byla zřízena, na starosti právě Papežská komise Ecclesia Dei. Po vydání motu proprio Summorum pontificum v roce 2007 a zrušení exkomunikace čtyř biskupů FSSPX v roce 2009 je to tak další z kroků Benedikta XVI. vůči katolickým tradicionalistům. Podle svých slov chce papež tímto listem „projevit otcovskou péči směrem k FSSPX a usilovat o znovunalezení jednoty církve.“

## Obsah
V dokumentu se Benedikt XVI. odvolává na úkol papeže střežit jednotu církve, připomíná dokument Summorum pontificum a zrušení exkomunikace čtyř biskupů FSSPX, aby „pozval biskupy i celé Bratrstvo sv. Pia X. k navrácení se do plné jednoty církve.“ Úmysl spojit v budoucnu komisi Ecclesia Dei s Kongregací pro nauku víry vyjádřil již ve svém dopisu biskupům k vysvětlení zrušení exkomunikace čtyř biskupů Kněžského bratrstva svatého Pia X.
Papež však připomíná taktéž to, že věroučné otázky nebyly s Bratrstvem dosud vyřešeny. Právě z toho důvodu převádí komisi Ecclesia Dei pod Kongregaci pro nauku víry. Prefekt kongregace, v současné době William Levada, je tak zároveň předsedou komise, kde vystřídal dosavadního kardinála Daría Hoyose, za jehož služby mu papež poděkoval, a kterému poslal osobní dopis. Dokument taktéž ustanovuje, že Ecclesia Dei bude mít vlastního sekretáře a členy. Novým sekretářem papež jmenoval mons. Guida Pozzu. Za třetí papež v dokumentu ustanovuje že hlavní záležitosti a otázky věroučného charakteru bude Ecclesia Dei předkládat ke studiu a zkoumání Kongregaci pro nauku víry.
V dokumentu se papež taktéž zmiňuje o tom, že FSSPX v římskokatolické církvi stále „nemá kanonický status a jeho kněží nemohou právoplatně vykonávat žádnou službu“.